# 勝川春喬
勝川 春喬（かつかわ しゅんきょう、生没年不詳）とは、江戸時代の浮世絵師。

## 来歴
勝川春章の門人。作画期は享和2年（1802年）から文化3年（1806年）にかけてで、黄表紙の挿絵などを描く。作は享和2年刊行の黄表紙『武茶尽混雑講釈』（楽亭馬笑作）、文化3年刊行の洒落本『船頭深話』（四季山人作）が知られている。一説に文化の初め頃、名を「菱川柳谷」と改めたともいうが明らかではない。